# Isabell Werth
Isabell Regina Werth (ur. 21 lipca 1969 w Issum) – niemiecka jeźdźczyni sportowa, wielokrotna medalistka olimpijska.
Startuje w ujeżdżeniu. Na igrzyskach debiutowała w 1992 i od razu zdobyła dwa medale. W Atlancie wywalczyła dwa złote krążki, a w Sydney powtórzyła dorobek z Barcelony - złoto w drużynie i srebro w konkursie indywidualnym. Wielokrotnie stawała na podium mistrzostw świata (trzy razy złoto – w 1994, 1998 i 2006 – indywidualnie). Największe sukcesy odnosiła na koniu Gigolo.
Jest rekordzistką pod względem dorobku medalowego uzyskanego w trakcie różnych igrzysk olimpijskich – łącznie zdobyła medale na siedmiu różnych igrzyskach na przestrzeni trzydziestu dwóch lat.

## Starty olimpijskie (medale)
Barcelona 1992
- konkurs drużynowy (na koniu Gigolo) –  złoto
- konkurs indywidualny (Gigolo) –  srebro

Atlanta 1996
- konkurs indywidualny (Gigolo) –  złoto
- konkurs drużynowy (Gigolo) –  złoto

Sydney 2000
- konkurs drużynowy (Gigolo) –  złoto
- konkurs indywidualny (Gigolo) –  srebro

Pekin 2008
- konkurs drużynowy (Satchmo) –  złoto
- konkurs indywidualny (Satchmo) –  srebro

Rio de Janeiro 2016
- konkurs drużynowy (	Weihegold OLD) –  złoto
- konkurs indywidualny (	Weihegold OLD) –  srebro

Tokio 2020
- konkurs drużynowy (	Bella Rose 2) –  złoto
- konkurs indywidualny (	Bella Rose 2) –  srebro

Paryż 2024
- konkurs drużynowy (	Wendy) –  złoto
- konkurs indywidualny (Wendy) –  srebro